# Andrzej Panufnik
Sir Andrzej Panufnik (24 september 1914 - 27 oktober 1991) was een Poolse componist en dirigent. Hij was een van de leidende Poolse componisten. Als dirigent speelde hij een belangrijke rol bij de heroprichting van het Filharmonisch Orkest van Warschau na de Tweede Wereldoorlog. Na zijn toenemende frustratie over de eisen die het regime van het land aan hem stelde, liep hij in 1954 over naar het Verenigd Koninkrijk en nam het Britse staatsburgerschap aan. In 1957 werd hij chef-dirigent van het City of Birmingham Symphony Orchestra. Hij gaf die functie na twee jaar op om al zijn tijd aan het componeren te wijden.
Hij is de vader van de componist Roxanna Panufnik.
- Bibsys: 1032687
- Biblioteca Nacional de España: XX5402632
- Bibliothèque nationale de France: cb138982218 (data)
- CiNii: DA08842496
- Gemeinsame Normdatei: 116023791
- International Standard Name Identifier: 0000 0001 1455 4379
- Library of Congress Control Number: n81067966
- Nationale Bibliotheek van Letland: 000081670
- MusicBrainz: 393bad50-98e8-4f98-a7a1-4dabf4de9c31
- Nationale Bibliotheek van Tsjechië: jn20030204021
- Nationale bibliotheek van Australië: 35408111
- Nationale Bibliotheek van Israël: 987007592426705171
- Nederlandse Thesaurus van Auteursnamen: 072335785
- LIBRIS: 82529
- SNAC: w6qr6631
- Système universitaire de documentation: 080539696
- Trove: 942032
- Virtual International Authority File: 114175728
- WorldCat: E39PBJxMmQwY8fKxqW97j8WkXd